# Withnell
Withnell est un gros village et une paroisse civile du nord de l'Angleterre dépendant du borough de Chorley dans le Lancashire. Sa population était de 3 631 habitants en 2001, et de 3 498 en 2011.
Withnell est à 8 kilomètres au nord-est de Chorley et à environ 8 kilomètres de Blackburn. Il confine aux villages de Brinscall et d'Abbey Village qui font partie de sa paroisse civile.
La réserve naturelle de Withnell de 4,9 hectares se situe à l'emplacement de l'ancienne voie ferrée. La gare a fermé en 1960. La campagne environnante est incluse dans les West Pennine Moors dans un paysage de lande.

## Religion
Withnell dispose d'une église anglicane, St. Paul's, et d'une église catholique, St. Joseph's avec son école.

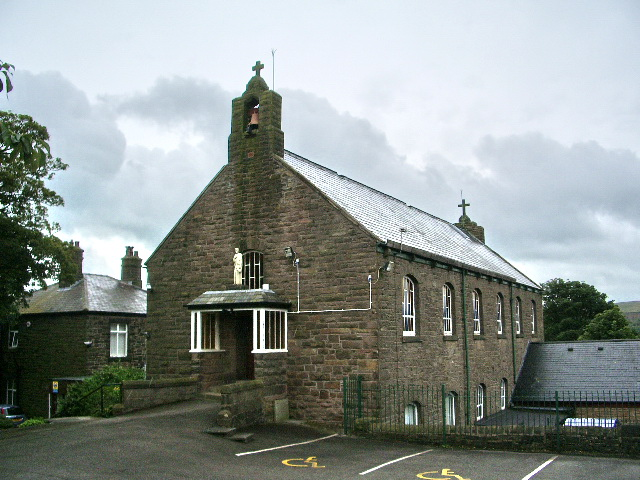
L'église Saint-Joseph
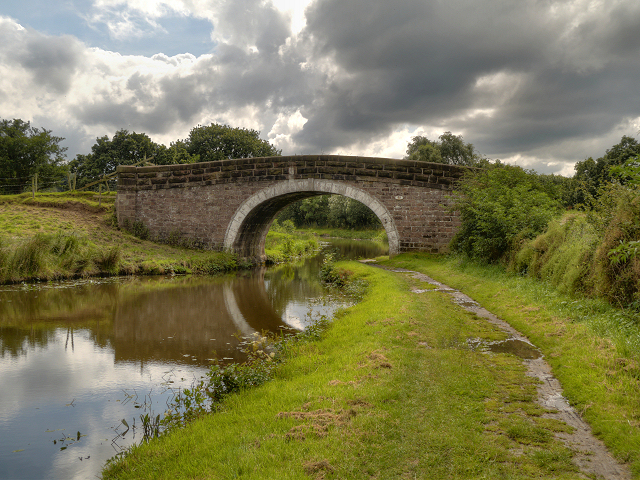
Le pont d'Ollerton
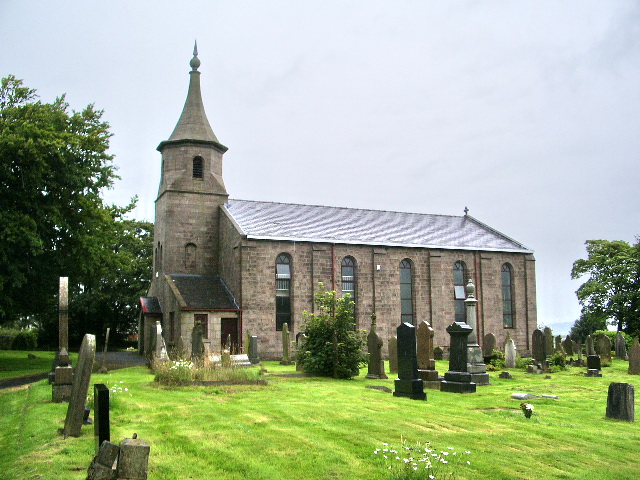
L'église Saint-Paul